# Храм Хэйан
Хэйан-дзингу (яп. 平安神宮 хэйан-дзингу:) — синтоистское святилище в Киото, Япония. Тории перед главным входом — одни из самых больших в Японии. Главное строение, сядэн (яп. 社殿), является реконструкцией тронного зала императорского дворца в Киото. Во время праздника Дзидай-мацури организуется огромная процессия от старого императорского дворца, и микоси императоров Камму и Комэя переносят в Хэйан-дзингу.

## История
Хэйан-дзингу был построен в 1895 году на 1100-летие основания Киото. В этом году в Киото была проведена Четвёртая Промышленная Выставка (первые три проводились в парке Уэно в Токио). Грандиозное здание было возведено в том числе для того, чтобы поднять дух населения и дать толчок экономике города после переноса столицы в Токио. В храме поклоняются душе основателя Киото, императора Камму, а с 1940 года - и последнему императору, правившему из Киото - Комэю. Сразу же после основания святилище было официально причислено к кампэй-тайся (яп. 官幣大社 большие императорские храмы) — высшей категории поддерживаемых государством святилищ.
В 1976 году храм был подожжен, и девять зданий, включая хондэн, погибло. Три года спустя сгоревшие здания были восстановлены на деньги, собранных из пожертвований.

## Архитектура
Самое знаменитое здание в Хэйан-дзингу - его хайдэн, являющийся реконструкцией в масштабе 5/8 тронного зала (дайгокудэн) из комплекса императорского дворца. Оригинальный тронный зал погиб при пожаре в 1777 году. Остальные здания святилища тоже являются реконструкциями различных частей Государственного зала (Тёдо-ин) императорского дворца. Хондэн святилища расположен позади хайдэна. До 1976 года для каждого почитаемого там императора был свой хондэн, но при перестройке 1979 года они были объединены в одно трёхпролётное здание. Перед храмом стоят одни бетонные тории высотой 24 метра, после чего расположены главные врата Отэмон, воспроизводящие вид знаменитых ворот Расёмон. На площади перед Дайгокудэном стоят две башни в китайском стиле - Бякко-ро (Павильон белого тигра) и Сорё-ро (Павильон зелёного дракона).

## Сад
Сад в японском стиле на территории святилища занимает 30 000 квадратных метров. Автором проекта являлся садовый мастер Огава Дзихэй, также известный как Уэдзи, известный тем, что ввёл в японское садовое искусство западные растения и эстетику. В отдельной части сада посажены 200 видов растений, использовавшихся в эпоху Хэйан. Также в саду стоит старейший в Японии трамвайный вагон. Вода, используемая в прудах, поступает из озера Бива. В этих прудах живут редкие виды рыб и черепах.

## Фестивали
Ежегодные фестивали празднуют в память императора Комэй (в конце января) и императора Камму (в начале апреля).
22 октября Хэйан-дзингу принимает Дзидай-мацури, который является одним из самых важных фестивалей Киото. Процессия этого фестиваля начинается в старом императорском дворце и включает в себя проведение микоси (переносных святынь) императоров Камму и Комей в Хейан-дзингу.
Храм также используется для традиционных японских свадеб, а также для концертов.